# یواس‌اس توسان (اس‌اس‌ان-۷۷۰)
یواس‌اس توسان (اس‌اس‌ان-۷۷۰) (به انگلیسی: USS Tucson (SSN-770)) یک زیردریایی است که طول آن ۳۶۲ فوت (۱۱۰ متر) می‌باشد. این زیردریایی در سال ۱۹۹۴ ساخته شد.